# فاطمة عبد الله (كاتبة)
فاطمة عبد الله (مواليد رأس الخيمة، الإمارات) هي كاتبة ومخرجة إماراتية. حاز فيلمها «روح» على جائزة أفضل فيلم إماراتي روائي قصير ضمن مهرجان أبوظبي السينمائي لعام 2011.

## سيرة ذاتية
درست فاطمة إدارة الأعمال وعملت في المجال المصرفي، ومن ثم التحقت للعمل في جمارك دبي. كما عملت في المجلس الأعلى لشؤون الأسرة، ثم عملت في تلفزيون الشارقة، قبل أن تبدأ مهنتها كباحثة ومنتجة في مجموعة بينونة للإعلام.
كتبت وأخرجت فيلمًا روائيًا قصيرًا بعنوان «روح» عام 2011، وحاز على الجائزة الأولى في فئة الأفلام الروائية القصيرة لمسابقة أفلام الإمارات ضمن مهرجان أبوظبي السينمائي. كما كتبت وأخرجت أفلام أخرى من بينها فيلم «كياني» عام 2013. نافست في مهرجان الخليج السينمائي من خلال فيلمها القصير «ظابه».
رواية «مخطوطات الخواجة أنطوان» هي أولى رواياتها وصدرت عام 2011، ولها مجموعة قصصية صدرت في العام ذاته بعنوان «الدّخاب».